# Gran Escalinata

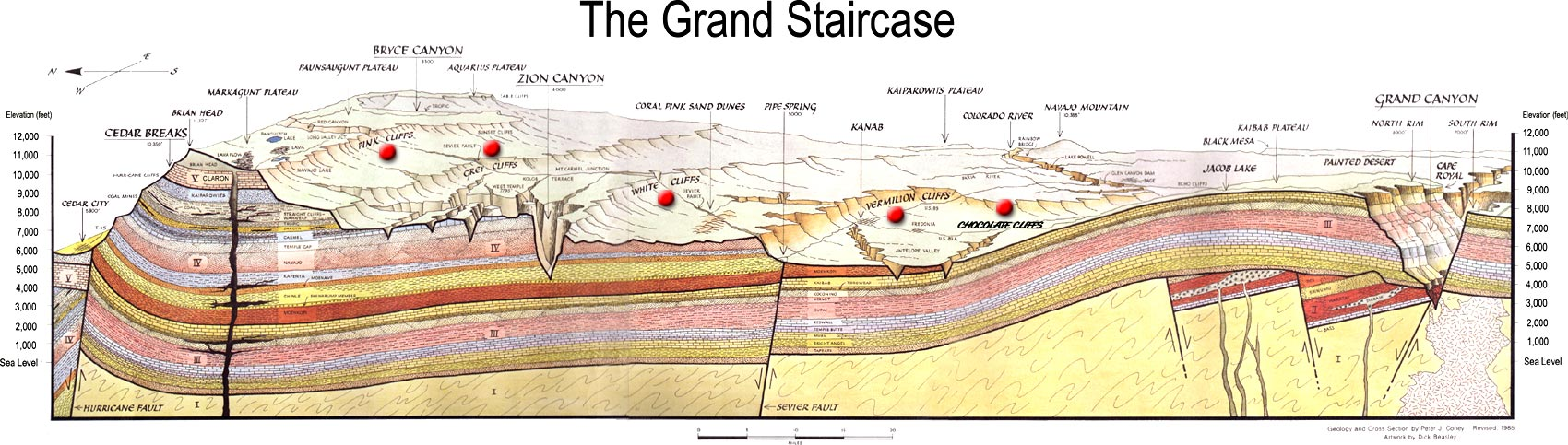
La Gran Escalinata. Los puntos rojos de izquierda a derecha señalan: acantilados Rosados, acantilados Grises, acantilados Blancos, acantilados Bermellones y acantilados de Chocolate.

La Gran Escalinata (en inglés Grand Staircase) es una inmensa secuencia de capas de rocas sedimentarias que se distribuyen desde el Parque Nacional del Cañón Bryce, a través del Parque Nacional Zion hasta el Gran Cañón. En 1870, el geólogo Clarence Dutton llegó a la conclusión de que la región era una especie de ascensor que ascendía desde el fondo del gran cañón. Dutton dividió estas capas en cinco
- Acantilados Rosados,
- Acantilados Grises,
- Acantilados Blancos,
- Acantilados Bermellones, y
- Acantilados de Chocolate.

Actualmente, los científicos han vuelto a dividir las capas según las formaciones individuales de rocas. 